# Ngoại độc tố

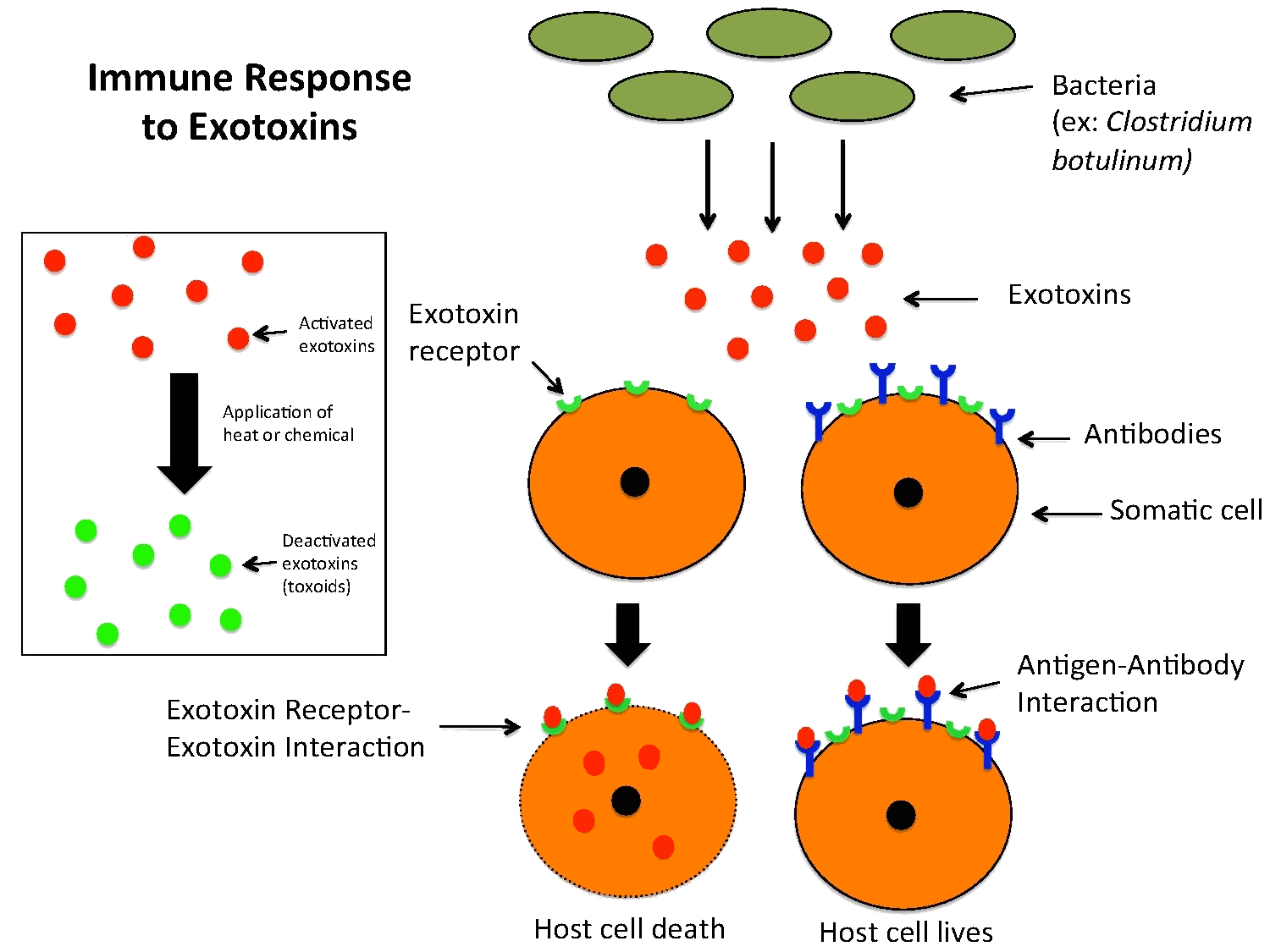
Hình này cho thấy các ngoại độc tố được tiết ra bởi các tế bào vi khuẩn, ví dụ như Clostridium botulinum, và gây độc với tế bào soma. Tế bào soma có kháng thể trên bề mặt tế bào để liên kết với độc tố, ngăn chặn sự xâm nhập của chúng vào tế bào soma. Sự gắn kết của ngoại độc tố và kháng thể tạo thành một tương tác kháng nguyên-kháng thể và độc tố giờ sẽ được hệ miễn dịch nhắm đến và tiêu diệt. Nếu sự tương tác này không xảy ra, các độc tố ngoại liên kết với các thụ thể ngoại độc tố trên bề mặt tế bào và làm chết tế bào chủ bằng cách ức chế sự kết hợp protein. Hình này cũng cho thấy rằng việc xử lý nhiệt hoặc hóa chất cho ngoại độc tố có thể vô hiệu hóa những độc tố này. Các độc tố vô hiệu hóa được gọi là biến độc tố và chúng không gây hại cho tế bào soma.

Ngoại độc tố hay exotoxin là chất độc được tiết ra bởi vi khuẩn. Ngoại độc tố có thể gây hại cho vật chủ bằng cách phá hủy các tế bào hoặc phá vỡ sự chuyển hóa tế bào bình thường. Đây là những chất độc rất mạnh và có thể gây thiệt hại lớn cho vật chủ. Ngoại độc tố có thể được tiết ra, hoặc, tương tự như nội độc tố, có thể được giải phóng trong quá trình phân hủy tế bào. Các vi khuẩn gây bệnh loại Gram âm có thể tiết ra ngoài màng các túi có chứa độc tố lipopolysaccharide, gắn các protein độc lực lên trên màng, kèm với một số độc tố khác ở phía bên trong màng, do đó có thể tấn công bất ngờ quá trình vận chuyển các túi màng của sinh vật nhân thực, quá trình này khá tích cực trong tương tác vật chủ-mầm bệnh.
Ngoại độc tố có thể gây ảnh hưởng cục bộ hoặc tạo ra các hiệu ứng ảnh hưởng tới toàn hệ thống. Các độc tố nổi tiếng bao gồm: độc tố botulinum, gây ngộ độc thịt, được sản xuất bởi Clostridium botulinum; độc tố của vi khuẩn Corynebacterium diphtheriae gây ra các triệu chứng của bệnh bạch hầu làm đe dọa tính mạng; tetanospasmin được sản xuất bởi Clostridium tetani, vi khuẩn gây bệnh uốn ván. Độc tính của hầu hết các ngoại độc tố có thể được bất hoạt hay vô hiệu hóa bằng cách xử lý nhiệt hoặc hóa học để tạo ra một biến độc tố (toxoid). Những biến độc tố này vẫn giữ lại tính đặc hiệu kháng nguyên nên có thể được sử dụng để sản xuất thuốc kháng độc, và trong trường hợp của độc tố bạch hầu và uốn ván, thì được sử dụng làm văcxin.
Ngoại độc tố rất mẫn cảm với kháng thể được tạo ra bởi hệ miễn dịch, nhưng nhiều độc tố mạnh đến nỗi chúng có thể gây tử vong cho vật chủ trước khi hệ thống miễn dịch có cơ hội thực hiện các hành động chống lại chúng. Vì lý do này, thuốc kháng độc, kháng huyết thanh có chứa kháng thể, được tiêm để cung cấp miễn dịch thụ động.